# For Django
For Django es un álbum de estudio del guitarrista de jazz norteamericano Joe Pass, publicado en 1964 en formato LP. Este trabajo fue dedicado a Django Reinhardt. Incluye notas de Alun Morgan. El álbum ha sido remasterizado digitalmente y se ha hecho una reedición el 10 de febrero de 1999.

## Temas
| Pista | Título          | Interpretaciones | Tiempo |
| ----- | --------------- | ---------------- | ------ |
| #A1   | Django          |                  | 3:19   |
| #A2   | Rosetta         |                  | 3:10   |
| #A3   | Nuages          |                  | 2:30   |
| #A4   | For Django      |                  | 3:20   |
| #A5   | Night And Day   |                  | 3:43   |
| #B1   | Fleur D'Ennui   |                  | 2:50   |
| #B2   | Insensiblement  |                  | 3:10   |
| #B3   | Cavalerie       |                  | 4:20   |
| #B4   | Django's Castle |                  | 3:45   |
| #B5   | Limehouse Blues |                  | 2:10   |

## Músicos
- Joe Pass - guitarra
- John Pisano - guitarra
- Jim Hughart - contrabajo
- Colin Bailey - batería